# Tommy Banks
Tommy Banks (Farnworth, Inglaterra; 10 de noviembre de 1929-13 de junio de 2024) fue un futbolista inglés que jugó en la posición de lateral izquierdo.

## Carrera

### Club
| Periodo   | Club                |
| --------- | ------------------- |
| 1947-1961 | Bolton Wanderers FC |
| 1961-1963 | Altrincham FC       |
| 1963-1967 | Bangor City FC      |

### Selección nacional
Jugó para Inglaterra en seis ocasiones en 1958, cuatro de esos partidos los jugó en la Copa Mundial en Suecia.

## Logros
- FA Cup (1): 1958